# Ludwik Droba
Ludwik Droba (ur. 1854 w Tarnowcu koło Tarnowa, zm. 30 lipca 1879 w Szczawnicy) – historyk polski, archiwista.

## Życiorys
Pochodził z rodziny robotniczej. Ukończył Gimnazjum św. Jacka w Krakowie gdzie zdał maturę w 1874, po czym podjął studia historyczne na Wydziale Filozoficznym Uniwersytetu Jagiellońskiego. Edukację mógł kontynuować dzięki zwolnieniu z opłaty czesnego oraz uzyskanego stypendium Wydziału Krajowego i wiedeńskiego Ministerstwa Oświaty. Jego wiodącym promotorem był początkowo Józef Szujski, potem Stanisław Smolka; ten ostatni zaliczał Drobę do studentów rokujących największe nadzieje. Na seminariach Smolki Droba przygotował kilka prac z historii Polski XIII i XIV wieku (Królestwo Galicji w pierwszych dziesiątkach lat wieku XIII, O chronologii w kronice wołyńsko-halickiej; rozprawa Stosunki Leszka Białego z Rusią i Węgrami została opublikowana w "Rozprawach Wydziału historyczno-filozoficznego Akademii Umiejętności" w 1881, już po śmierci autora). Z kolei pod kierunkiem Stanisława Tarnowskiego napisał szkic monograficzny Andrzej Krzycki jako pisarz i polityk ("Przegląd Polski", 1879).
Wraz z początkiem października 1878 Droba podjął pracę w Archiwum Krajowym Aktów Grodzkich i Ziemskich w Krakowie jako aplikant. Z dyrektorem archiwum Michałem Bobrzyńskim pracował przy rekonstrukcji ksiąg ziemskich proszowskich i ksiąskich. Rozpoczął też pisanie obszernej pracy o księciu Władysławie opolskim. Zmarł młodo 30 lipca 1879 w Szczawnicy.